# راسموس هایستربرگ
راسموس هایستربرگ (دانمارکی: Rasmus Heisterberg؛ زادهٔ ۱۲ دسامبر ۱۹۷۴) فیلم‌نامه‌نویس و کارگردان فیلم اهل دانمارک است.
از فیلم‌هایی که وی در آن‌ها نقش داشته‌است، می‌توان به غایب، دختری با خالکوبی اژدها و یک رابطه سلطنتی اشاره نمود.